# Andrena stragulata
Andrena stragulata là một loài Hymenoptera trong họ Andrenidae. Loài này được Illiger mô tả khoa học năm 1806.